# Polikarpov Po-2
Il Polikarpov Po-2 (in cirillico Поликарпов По-2, nome in codice NATO Mule), precedentemente Polikarpov U-2 (in cirillico Поликарпов У-2), soprannominato dai piloti russi Kerosinka (traducibile con "Lampada a cherosene") per la sua tendenza ad incendiarsi, è un monomotore biplano multiruolo progettato dall'OKB 84 diretto da Nikolaj Nikolaevič Polikarpov e sviluppato in Unione Sovietica dalla fine degli anni venti.
Impiegato inizialmente come aereo da addestramento dalla Sovetskie Voenno-vozdušnye sily (VVS), l'aeronautica militare dell'Unione Sovietica, e come aereo da trasporto civile, rimase operativo in numerose forze aeree, principalmente filosovietiche e del Patto di Varsavia dal 1929 almeno fino agli anni sessanta.

## Storia

### Sviluppo
Negli anni venti il nuovo governo sovietico sentì l'esigenza di dotare la propria aviazione di un nuovo velivolo da addestramento che sostituisse l'U-1 Avrushka, copia su licenza del britannico Avro 504 il cui disegno risaliva oramai al periodo della prima guerra mondiale. A tale scopo, nell'ottobre 1924, la direzione della VVS emise una specifica che prevedeva la fornitura di un biplano dalle dimensioni compatte per la formazione primaria dei propri piloti, l'U-2.
L'Ufficio tecnico (OKB) numero 84, diretto da Nikolaj Nikolaevič Polikarpov, sviluppò un progetto per un velivolo spartano, semplice e razionale nella struttura e che soddisfaceva l'esigenza della costruzione con contenuti costi di realizzazione. Il prototipo, che assunse inizialmente la designazione U-2TPK, aveva tra le caratteristiche quella di possedere una configurazione alare biplana con ali a pianta rettangolare poste sullo stesso piano verticale, costituite da quattro pannelli intercambiabili uguali, così come erano identiche le superfici di controllo, gli alettoni sulle ali e gli equilibratori nell'impennaggio di coda, soluzione economicamente vantaggiosa ma che dava scarsi risultati in termini di volo.
Le mediocri caratteristiche espresse nei voli di collaudo imposero una riprogettazione dell'apparecchio, affinando aerodinamicamente la sua linea modificando la velatura, ora con ali sfalsate a campana unica, adottando un carrello convenzionale con assale rigido, per dare robustezza alle due ruote principali, integrato posteriormente da un pattino d'appoggio posizionato sotto la coda.
Le prove di volo, effettuate nel 1928 con il prototipo così modificato, vennero giudicate soddisfacenti rispetto all'U-2TPK ed idonee per avviarne la produzione in serie iniziata nel 1930.
In breve tempo vennero affiancate, all'originale versione destinata all'addestramento, una serie di versioni destinate all'uso civile; versione agricola dotata di impianti di irrorazione per insetticidi, una versione idrovolante a scarponi, una versione aeroambulanza ed una di trasporto passeggeri dotata di scompartimento passeggeri chiuso posizionato dietro l'abitacolo aperto del pilota.

### Impiego operativo

#### Militare

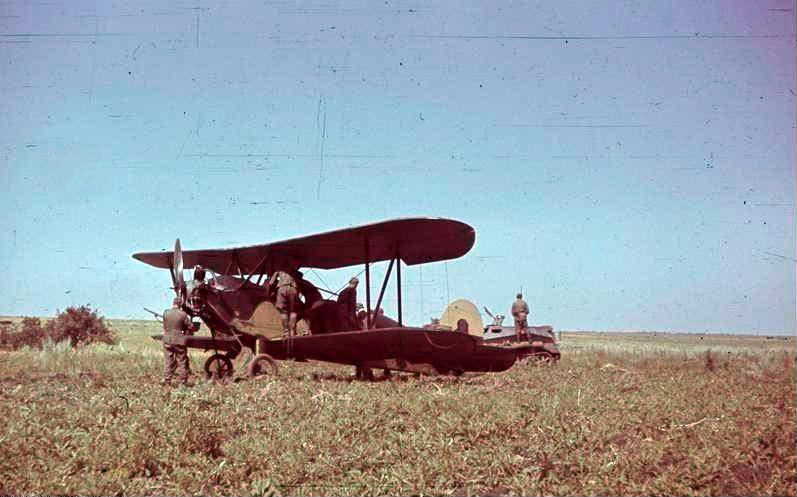
Un Po-2 catturato dalle truppe della Wehrmacht dopo un atterraggio d'emergenza, Ucraina, estate 1941.

All'avvio dell'Operazione Barbarossa, nel 1941, quando le truppe della Wehrmacht e delle Potenze dell'Asse iniziarono l'avanzata verso l'Unione Sovietica, erano oltre 13 000 gli U-2 in servizio operativo con la V-VS. Questi non potevano assolvere ruoli di prima linea a causa delle modeste prestazioni, mentre come addestratori erano ormai superati dalle generazioni di moderni aerei da combattimento monoplani. Svolsero ugualmente un importante ruolo bellico, utilizzati comunque in vari compiti: propaganda equipaggiati con altoparlanti, attacco leggero, ma soprattutto incursioni notturne di disturbo, spesso assegnati ad equipaggi femminili. Il reparto più celebre di queste ultime fu il 588º Reggimento Bombardamento Notturno, conosciuto con il soprannome di "streghe della notte", la cui missione tipica era quella di rovesciare cesti di piccole bombe sulle retrovie.
Verso la fine del conflitto, l'impiego venne via via esteso anche ad azioni diurne con la progressiva scomparsa della caccia nemica pur nella minaccia della FlaK, la contraerea tedesca.
Nel dopoguerra la produzione continuò, come anche la carriera bellica, mentre il velivolo, dal 1944, assumeva una nuova designazione che integrava il suffisso Po dal cognome del progettista morto in un incidente.
Durante la Guerra di Corea, i modelli in possesso della Chosŏn Inmin Kun Konggun, l'aeronautica militare della Corea del Nord, furono protagonisti, con buoni risultati, di un gran numero di missioni di disturbo a bassa quota verso obiettivi sudcoreani e statunitensi. La bassa velocità dei velivoli permise ai propri equipaggi di sfuggire agli attacchi avversari dotati di aerei con motore a getto non idonei a questo tipo di obiettivo, e di essere vulnerabili solo ai F4U Corsair nella loro versione caccia notturna.

#### Civile
Oltre all'utilizzo per l'irrorazione dei terreni agricoli in Unione Sovietica, nel periodo prebellico gli U-2 vennero utilizzati in buon numero dalla compagnia di bandiera sovietica Aeroflot nei collegamenti civili a corto raggio. Successivamente vennero adottati dal alcune compagnie aeree dell'area filosovietica

## Varianti

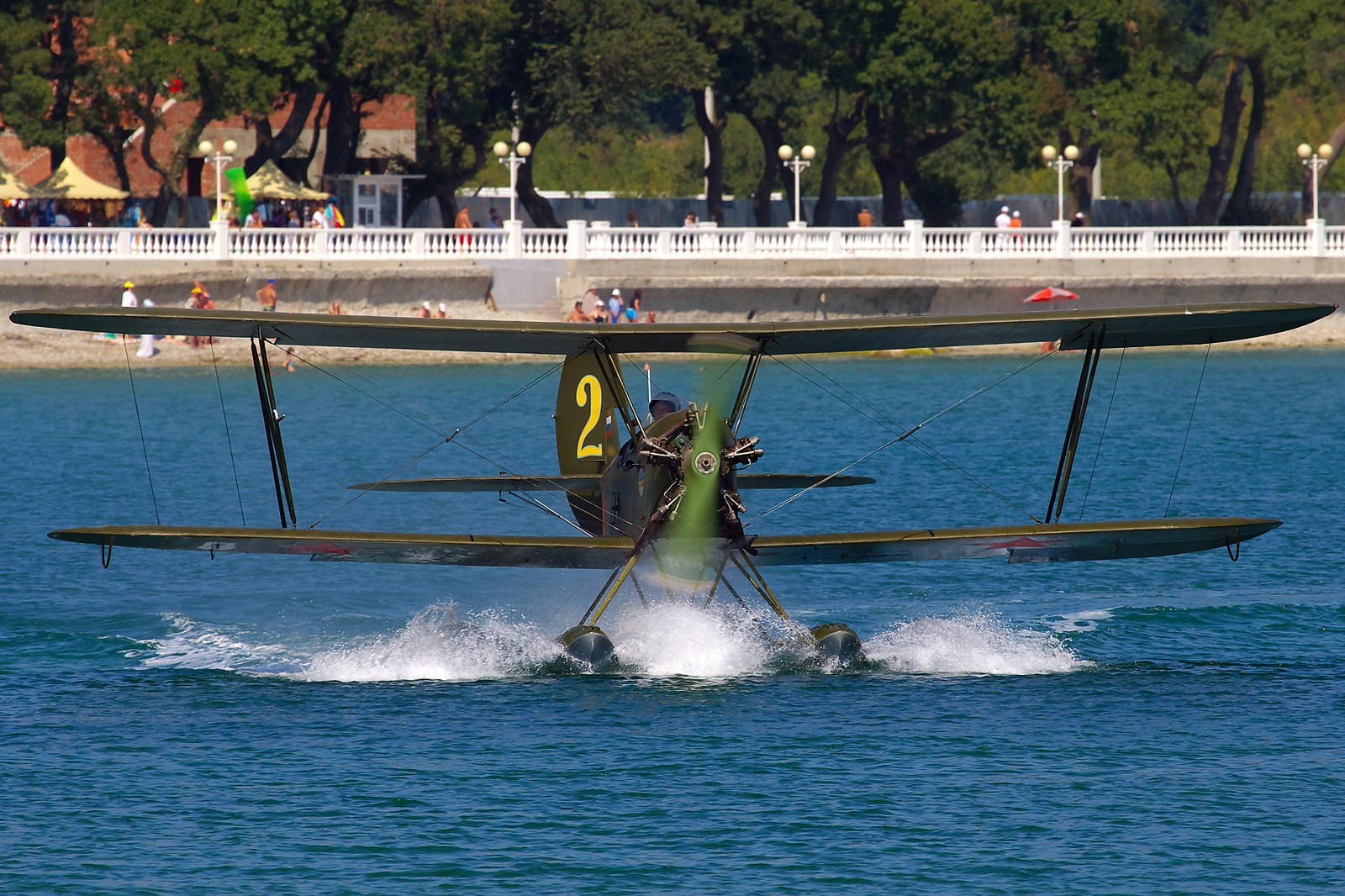
Un idrovolante Polikarpov Po-2

U-2
versione di base, prodotta in grande numero nel ruolo di addestratore basico biposto. Le sottovarianti dell'U-2 includevano molte differenti versioni, sia ad uso militare che civile, destinate all'uso generale, al trasporto leggero, alla ricognizione ed alla formazione dei nuovi piloti. Inizialmente dotati di motore radiale Shvetsov M-11 da 100 CV (75 kW), vennero successivamente equipaggiati con versioni più potenti dello stesso fino ad arrivare a disporre di 150 CV (111 kW). Alcuni esemplari, destinati ai voli passeggeri, vennero dotati di cabina posteriore chiusa, altri modificati con slitte al posto del carrello, per operare su superfici innevate e ghiacciate, e con galleggianti per permettere di operare sulle superfici acquatiche.
U-2A
versione agricola biposto prodotta dal 1930, destinata alle irrorazioni antiparassitarie ed equipaggiata con motore radiale M-11K da 115 CV (86 kW). Ridesignata Po-2A dopo il 1944 venne prodotta, anche nelle sue sottoversioni, in circa 9 000 esemplari.
U-2AO
sottoversione del U-2A.
U-2AP
versione agricola modificata, con il posto posteriore sostituito da un serbatoio per le sostanze chimiche da 250 kg, prodotta in 1 235 esemplari tra il 1930 ed il 1940.
U-2G
versione sperimentale, caratterizzata dalla presenza di tutti i controlli raggruppati sulla barra di pilotaggio e realizzata in un solo esemplare.
U-2KL
versione apparsa nel 1932 con abitacolo posteriore chiuso dotato di tettuccio, realizzata in due esemplari.
U-2LSh
versione biposto da attacco al suolo ed aerocooperazione con le truppe di terra, dotata di una mitragliatrice ShKAS brandeggiabile calibro 7,62 mm nell'abitacolo posteriore. Conosciuta anche come U-2VOM-1, poteva essere equipaggiata con un carico fino a 120 kg di bombe e 4 razzi RS-82.
U-2LPL
versione sperimentale da ricerca per posto di pilotaggio in posizione prona.
U-2M
versione idrovolante a galleggiante centrale nota anche come MU-2, prodotta in numero limitato.
U-2P
versione idrovolante a scarponi, prodotta con varie designazioni in numero limitato.
U-2S
versione aeroambulanza prodotta dal 1934, con capacità per un medico ed un ferito posizionato su una barella collocata posteriormente sotto un'apertura nella fusoliera. La versione U-2S-1, prodotta dal 1939, presentava una fusoliera modificata con un rialzo dorsale per una migliore abitabilità per il ferito. Dal 1941 fu possibile montare due contenitori subalari per altrettante barelle portando il carico massimo a tre feriti.
U-2SS
versione aeroambulanza.
U-2ShS
versione aereo da collegamento prodotta dal 1934, dotata di fusoliera più ampia e cabina posteriore chiusa per 4 passeggeri.
U-2SP
versione da trasporti civile prodotta dal 1933, caratterizzata dalla presenza di due abitacoli aperti a disposizione di due passeggeri ed utilizzata inoltre per la soveglianza aerea e per l'aereofotogrammetria. Prodotta tra il 1934 ed il 1939 fu realizzata in 861 esemplari.
U-2UT
versione da addestramento biposto equipaggiata con un motore radiale M-11D da 115 CV (86 kW) e realizzata in quantità limitata.
U-2LNB
versione bombardiere leggero notturno prodotta dal 1942 e destinata alla Sovetskie Voenno-vozdušnye sily, dotata di una mitragliatrice ShKAS calibro 7,62 mm e bombe fino a 250 kg collocate a supporti subalari. I primi modelli vennero ricavati dalla conversione dalle versioni iniziali fin dal 1941.
U-2VS
versione biposto da addestramento ed uso generale, ridesignata Po-2VS dopo il 1944.
U-2NAK
versione biposto da osservazione notturna di supporto all'artiglieria e da ricognizione, prodotta dal 1943.
U-3
nuova versione, sviluppo del modello originale da addestramento, equipaggiata con un motore radiale Mikulin AM-48.
U-4
nuova versione, dotata di nuova e più stretta fusoliera, prodotta in numero limitato.
- -(Totale degli esemplari di U-2 prodotti: 33 000)

Po-2
versione postbellica da addestramento basico.
Po-2A
versione postbellica ad uso agricolo.
Po-2GN
versione da propaganda aerea, equipaggiata con altoparlanti, nota nella bibliografia in lingua inglese con il soprannome  "Voice from the sky".
Po-2L
versione da trasporto VIP caratterizzata dalla sezione passeggeri chiusa.
Po-2P
versione idrovolante a scarponi postbellica, prodotta in numero limitato.
Po-2S
versione aeroambulanza postbellica, dotata di cabina posteriore chiusa.
Po-2S-1
versione aeroambulanza postbellica, similare alla U-2S prebellica.
Po-2S-2
versione aeroambulanza postbellica, equipaggiata con motore radiale M-11D.
Po-2S-3
versione aeroambulanza postbellica, dotata di due contenitori per barelle subalari, conosciuta anche come  Po-2SKF.
Po-2ShS
versione da collegamento per ufficiali, dotata di cabina di pilotaggio chiusa e scompartimento per due/tre passeggeri.
Po-2SP
versione postbellica per aerofotogrammetria e controllo del territorio.
RV-23
variante idrovolante da primato derivato dall'U-2 e costruito in un unico esemplare nel 1937. Equipaggiato con un motore radiale Wright R-1820-F3 Cyclone da 710 hp (529 kW) venne utilizzato per diversi tentativi di stabilire record di altezza per la categoria idrovolanti.
E-23
versione sperimentale, realizzata in Unione Sovietica nel 1934 per ricerche sul volo rovesciato.

### Versioni su licenza
CSS-13
versione postbellica su licenza costruita in Polonia, prodotta dalle aziende WSK-Okęcie e WSK-Mielec, realizzata in circa 500 esemplari nel periodo 1948-1956.
CSS S-13
versione aeroambulanza di costruzione polacca su licenza, caratterizzata dalla sezione posteriore chiusa e da un anello Townend posto sul motore. Realizzata in 53 esemplari dalla WSK-Okęcie, 38 come conversione da precedenti modelli, nel periodo 1954-1955.

## Utilizzatori

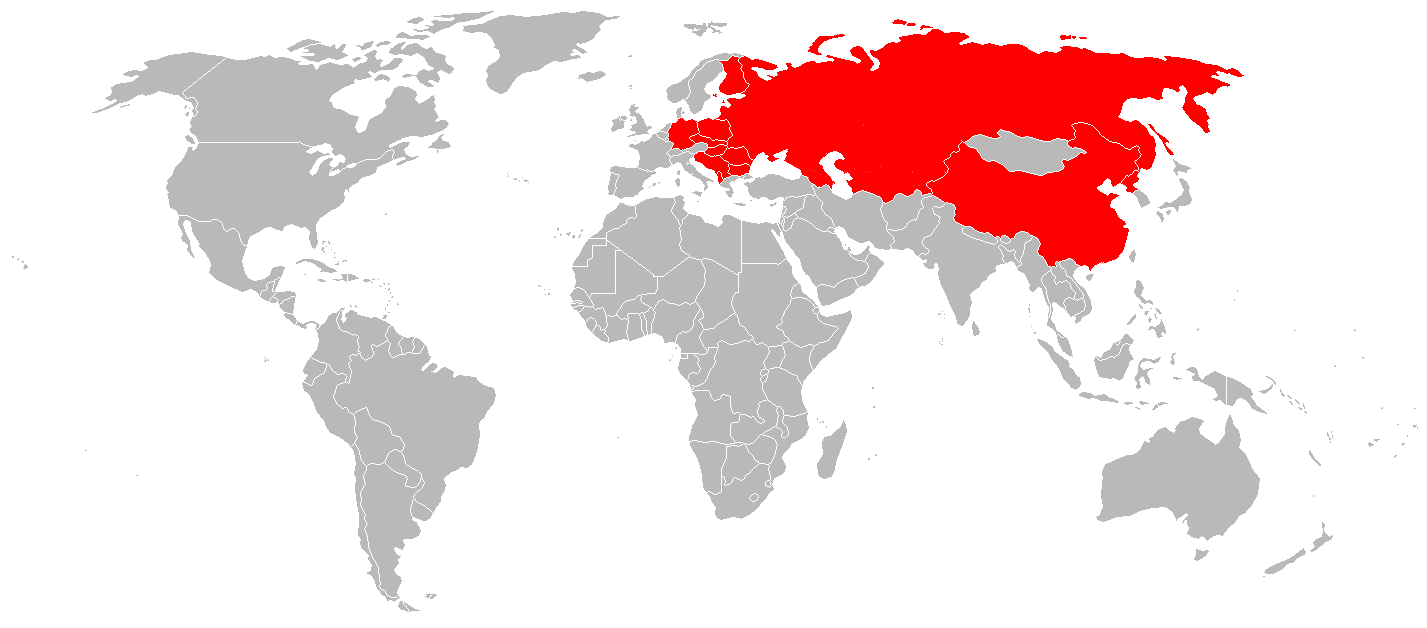
Utilizzatori mondiali del Po-2.

### Militari

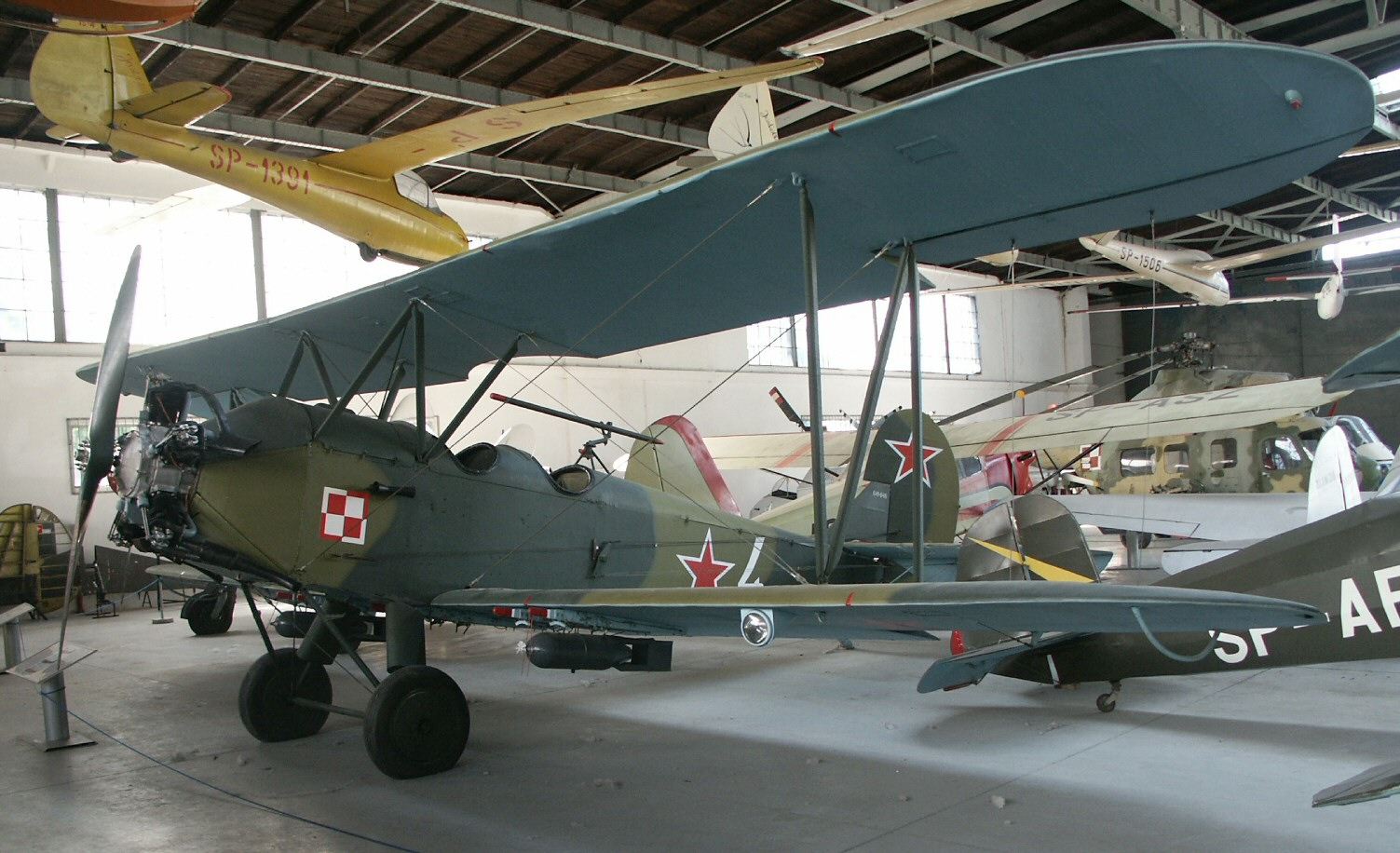
Il Polikarpov Po-2 esposto al Museo dell'aviazione polacca.

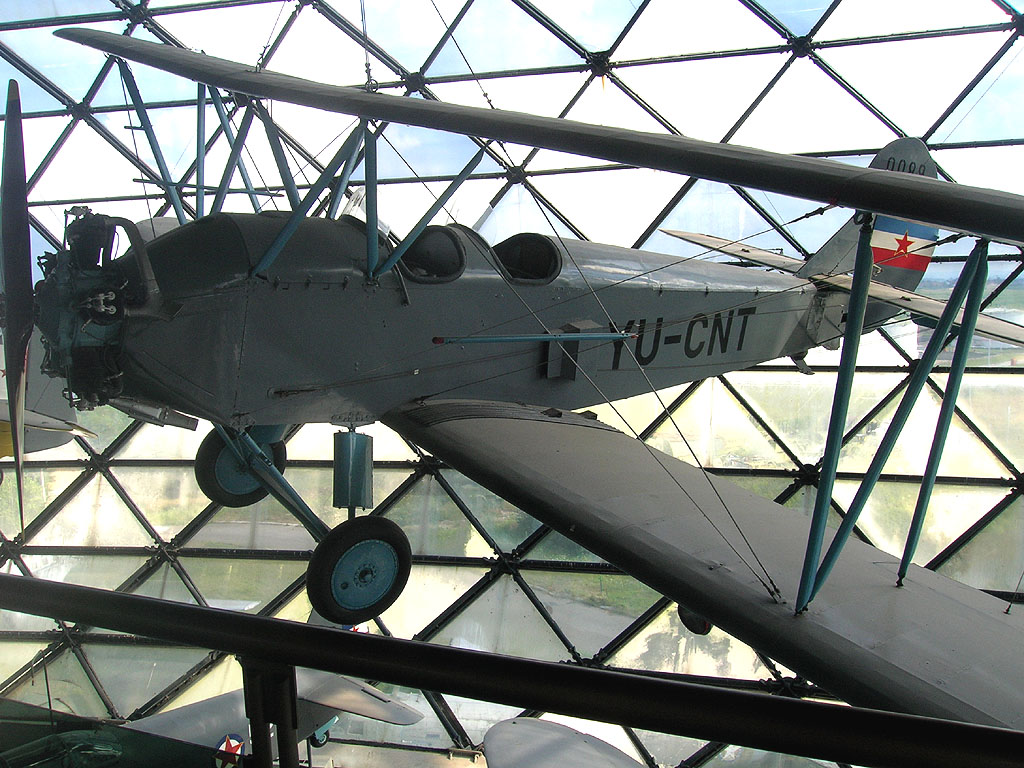
Il Polikarpov Po-2 in livrea della iugoslavaRV i PVO esposto presso il museo dell'aeronautica di Belgrado, Serbia.

Albania
- Forcat Ajrore Shqiptare

operò con 4 esemplari dal 1951 al 1964.
 Bulgaria
- Bălgarski Voennovăzdušni Sili

operò con 10 esemplari nel periodo 1949-1969
 Cecoslovacchia
- Češkoslovenske Vojenske Letectvo

gli esemplari vennero ridesignati K-62.
 Cina
- Zhongguo Renmin Jiefangjun Kongjun

 Corea del Nord
- Chosŏn Inmin Kun Konggun

 Finlandia
- Suomen ilmavoimat

operò con 4 esemplari ex V-VS catturati ai sovietici.
 Francia libera
- Forces aériennes françaises libres

operò con esemplari all'interno del reparto Normandie-Niémen.
 Germania
- Luftwaffe

operò con esemplari ex V-VS catturati ai sovietici.
 Germania Est
- Luftstreitkräfte und Luftverteidigung der Deutschen Demokratischen Republik

 Jugoslavia
- Jugoslovensko ratno vazduhoplovstvo i protivvazdušna odbrana

 Mongolia
- Aviation of Mongolian People's Army

 Polonia
- Lotnictwo Wojska Polskiego
- Siły Powietrzne (dopo il 1947)

 Romania
- Forţele Aeriene ale Republicii Populare Română

 Unione Sovietica
- Sovetskie Voenno-vozdušnye sily
- OSOAVIAKhIM
- DOSAAF

 Ungheria
- Magyar Néphadsereg légiereje

### Civili

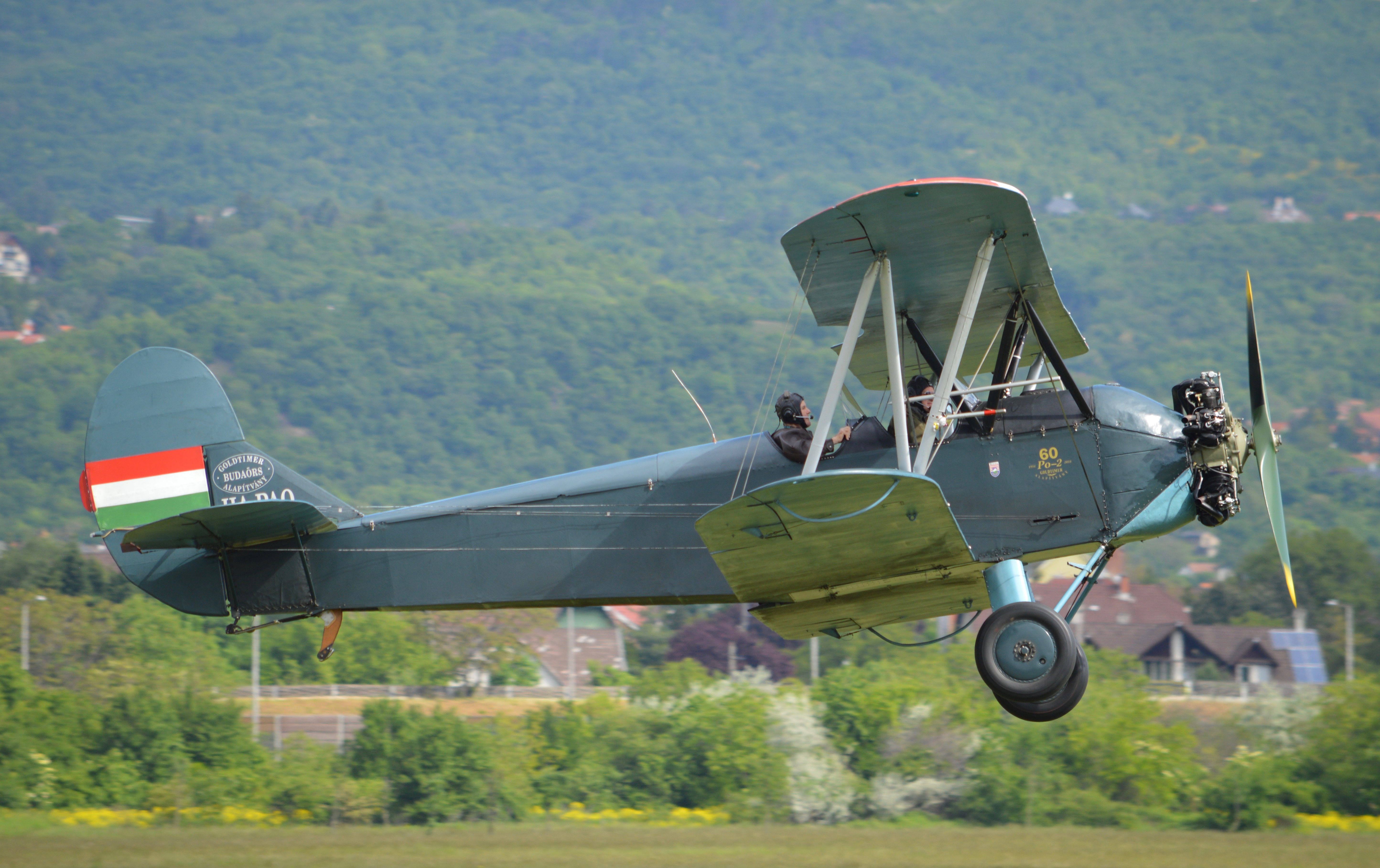
Polikarpov Po-2, Ungheria

Bulgaria
- aviazione generale civile

 Cecoslovacchia
- Slov-Air

 Mongolia
- MIAT Mongolian Airlines

 Polonia
- Polskie Linie Lotnicze LOT

operò con 5 Po-2 nel periodo 1945-1946 e 20 CSS-13 come aereo agricolo per irrorazioni nel periodo 1953-1956
- Aeroklub Polski
- Polish Air Ambulance Service

 Turchia
- Türk Hava Kurumu

 Unione Sovietica
- Aeroflot

## Esemplari attualmente esistenti
A tutt'oggi vi sono diversi Po-2 tenuti in condizioni di volo o esposti in musei della 'grande guerra patriottica'. Pare che in tutto ne vennero prodotti oltre 40 000, uno dei totali più alto, se non il più alto, mai totalizzati da un singolo aereo (certamente al di fuori dell'URSS).

## Il Po-2 e la cultura

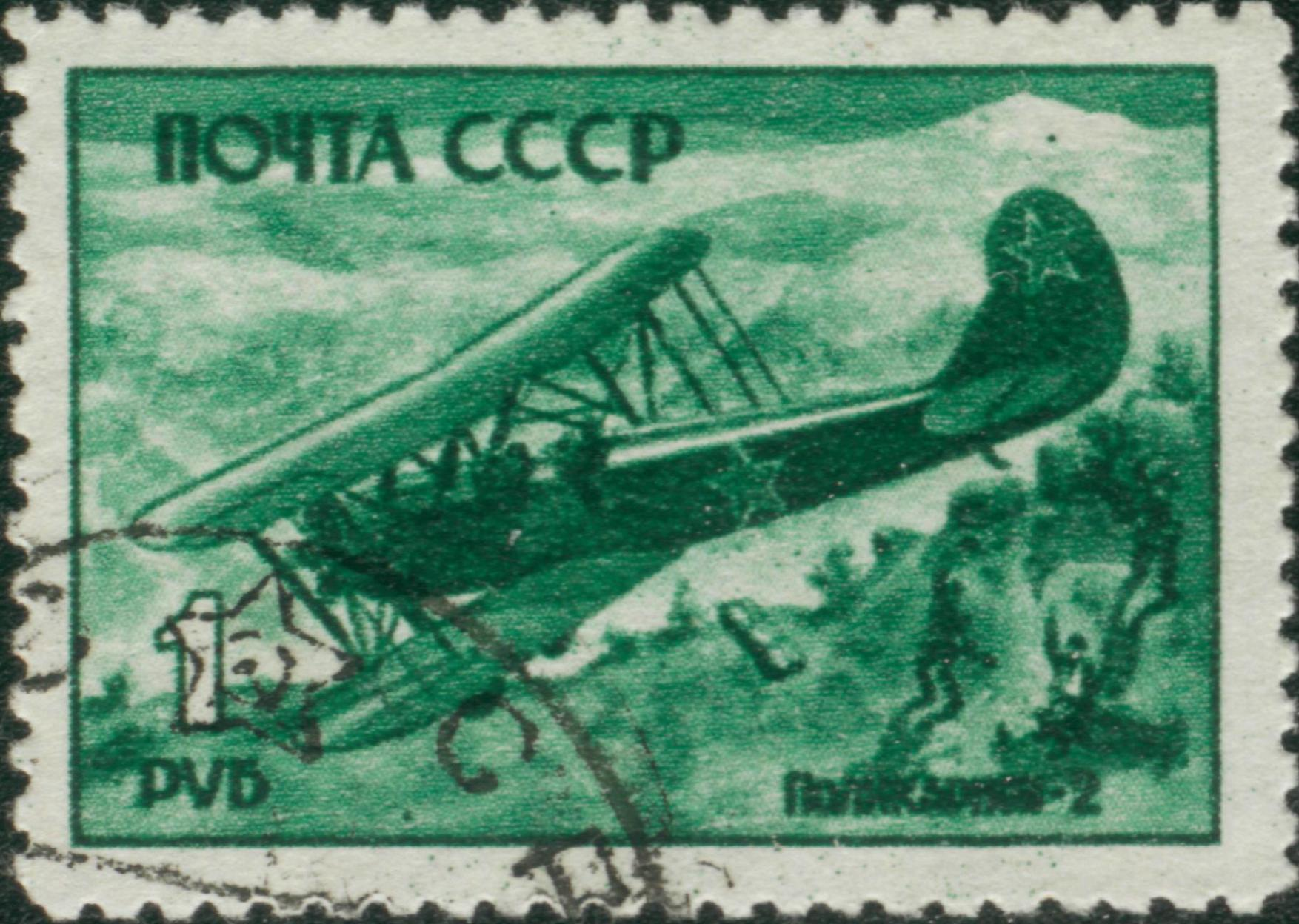
Valore postale URSS da 1 Rublo del 1945 in cui è riportata l'immagine di un Po-2.

Grazie alla sua diffusione ed al suo lunghissimo periodo di servizio il Po-2 risultò essere tra i più conosciuti e popolari velivoli del blocco sovietico. L'amministrazione postale dell'Unione Sovietica lo immortalò in più di un francobollo diventando oggetto di collezione da parte degli appassionati di aerofilatelia.
In tempi più recenti assume un ruolo da co-protagonista nel Ciclo dell'invasione, opera letteraria di fantascienza dello scrittore statunitense Harry Turtledove. Nei romanzi che fanno parte del ciclo, è tra i pochi mezzi militari di produzione terrestre, tra i velivoli assieme al Lockheed U-2, a riuscire ad evitare la distruzione da parte dei tecnologicamente avanzati mezzi a disposizione degli invasori alieni. Grazie alla sua datata tecnologia, basata sulla struttura in legno, alla bassa quota operativa ed alla limitata velocità, risultava estremamente difficile da individuare ed abbattere dagli alieni.